# HOAX (groupe)
Pour les articles homonymes, voir Hoax (homonymie).
HOAX est un groupe de punk hardcore et metal français, originaire de Paris, Actif entre 1989 et 1997, il devient le fer de lance du style en trois albums et de nombreuses tournées en Europe[réf. nécessaire] et une référence pour la nouvelle vague metal française des années 1990.

## Biographie
HOAX est formé en 1989 à Paris. Un premier album sort en 1991, Ego Eater chez Musidisc, aux compositions rapides et trash. Le batteur change, Bruno Morvan prend la rythmique pour deux opus plus industriels et groove sur le label Abatrash (Boucherie Productions) : Pressure en 1994 et Brainstorm at Dawn en 1995 au son maitrisé par André Guilaine (Haut-regard Studio à Liège),.
Leur chanson Otaku est publiée dans la compilation Brutale Génération (1995). Leurs prestations scéniques, leur éthique issue du DIY leur style visuel permettent à HOAX de partager l'affiche avec des groupes comme Mucky Pup, M.O.D., Suicidal Tendencies ou encore Motörhead pour une tournée commune de six dates[réf. souhaitée] qui se termine au Bataclan. HOAX est invité à participer au premier film de Laurent Bouhnik, Sélect Hôtel, ainsi qu'à différentes émissions télévisées comme Le Cercle de minuit ou Nulle part ailleurs. Le groupe sort son clip Conscience, unique morceau en Français du répertoire. la production est assurée par Magic and Cie et les retombées sont immédiates. Le groupe n'est plus actif depuis 1997.

## Membres

### Derniers membres
- Éric Fontaine - chant
- Oliver Votelet - guitare
- Bruno Morvan - batterie
- Richard Bertrand - basse
- Laurent Bizet - guitare

### Anciens membres
- Fred - batterie
- John « M.D. » Haest -  guitare
- Doumé Septier - chant

## Discographie

### Albums studio
- 1991 : Ego Eater
- 1994 : Pressure
- 1995 : Brainstorm at Dawn

### Apparition
- 1995 : Otaku (sur la compilation Brutale Génération)